# Lie with me (novela)
Lie with me es una novela escrita por Tamara Berger.
Novela erótica que bucea por el mundo psicológico de una adolescente que se encuentra entre las necesidades emocionales de una mujer y su satisfacción sexual.
Berger empezó a interesarse por esta cuestión ya en los inicios de su carrera, cuando publicaba relatos y críticas de cine en varias publicaciones para adultos. Entonces se dio cuenta de que se obviaban de forma sistemática los aspectos más complejos e interesantes de la sexualidad femenina, sobre todo de la desinhibida sexualidad de las jóvenes de ahora.
«La obra surgió de mi trabajo como escritora para revistas porno y de mi inmersión en las representaciones sexuales de las mujeres como “depredadoras” o “presas”».- explica la autora del libro.
En 2006 se estrenó la película dirigida por Clément Virgo.
- Datos: Q5975249